# دم‌دسته‌ای
دم‌دسته‌ای (نام علمی: Doedicurus) نام یک گونه از تیره شیاردندانان است.
آمار و ارقام
زیستگاه : مرادب‌ها و ساوان های آمریکای جنوبی 
دوره‌ی زمانی : پلیستوسن یعنی بین ۲ میلیون تا ده هزار سال قبل
اندازه و وزن : ۳.۵ تا ۴ متر طول و ۱ تن وزن
رژیم غذایی : گیاهان 
ویژگی های متمایز : پوسته‌ای بزرگ و ضخیم ، دمی بلند و کشیده که در انتهایش توپی خار دار بوده 
دلایل انقراض: تغیرات آب‌ و هوایی ، شکار توسط انسان‌ نخستین
درباره ددیکوروس ( دم دسته‌ای)
ددیکورس ها اجداد عظیمی از آرمادیلوی مدرن بوده است. این حیوان حدود ۱۰ هزار سال پیش پس از پایان آخرین عصر یخبندان ناپدید شد. اغلب فسیل های این حیوان در آمریکای جنوبی کشف شده اما نشانه های این حیوان در آمریکای شمالی( ایالات متحده) نیز یافت شده . این حیوان آهسته و به اندازه‌ی یک خودرو بوده است که توسط زره‌ای ضخیم و گنبدی مانند محافظت می‌شده است . از خویشاوندان این جانور میتوان به گلیپتودون اشاره نمود.